# Yilan-Ebene

Lage der Yilan-Ebene in Taiwan

Die Yilan-Ebene (chinesisch 宜蘭平原, Pinyin Yilán Píngyuán) oder Lanyang-Ebene (chinesisch 蘭陽平原) ist eine Landschaftsformation im Landkreis Yilan im Norden der Insel Taiwan.

## Beschreibung
Die Ebene bildet ungefähr ein gleichseitiges Dreieck mit 25 bis 30 Kilometern Kantenlänge. An den drei Ecken dieses Dreiecks liegen die Orte Toucheng (im Norden), Sanxing (im Westen) und Su’ao (im Süden). Nach Osten ist die Ebene durch den Pazifik begrenzt, nach Norden durch das Xueshan-Gebirge und nach Süden hin durch die Ausläufer des Zentral- oder Chungyang-Gebirges.
Erdgeschichtlich entstand die Ebene durch eine Absenkung zwischen den beiden Gebirgen, die sukzessive mit durch Flüsse herangetragene Sedimenten aufgefüllt wurde. Die Flüsse änderten in der Vergangenheit in unregelmäßigen Zeitabständen ihren Lauf und gestalteten die Ebene so aus. Die Ebene bildet damit einen Alluvial- oder Schwemmkegel. Der bedeutendste Fluss ist heute der Lanyang, der sich aus mehreren Zuflüssen im Zentralgebirge und Xueshan-Gebirge speist.
Historisch war die Ebene vom indigenen Volk der Atayal bewohnt. Heute bilden die Nachkommen Han-chinesischer Einwanderer die Bevölkerungsmehrheit. Der weit überwiegende Teil der Bevölkerung des Landkreises Yilan konzentriert sich in der Yilan-Ebene.

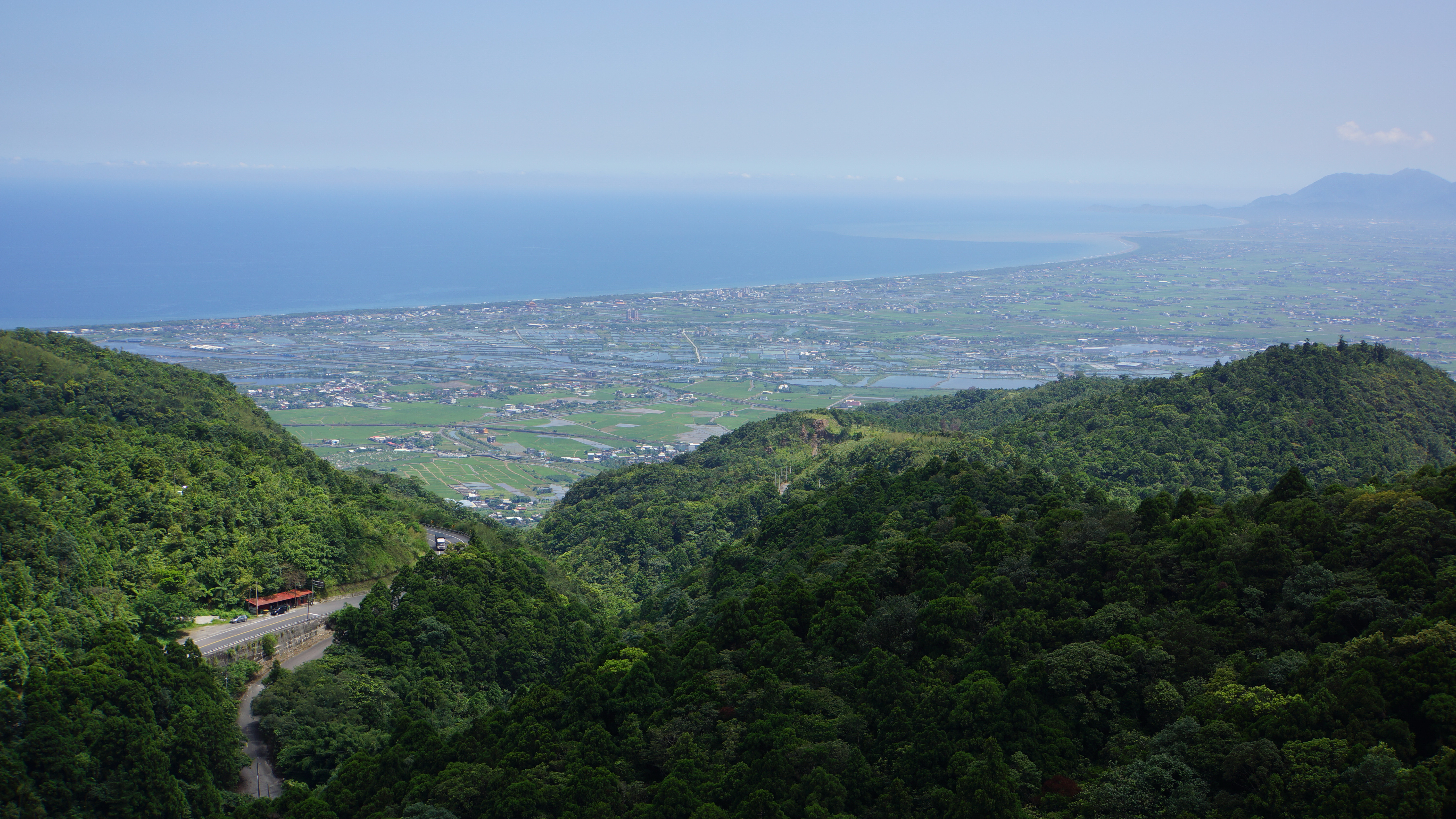
Blick von Norden auf die Ebene
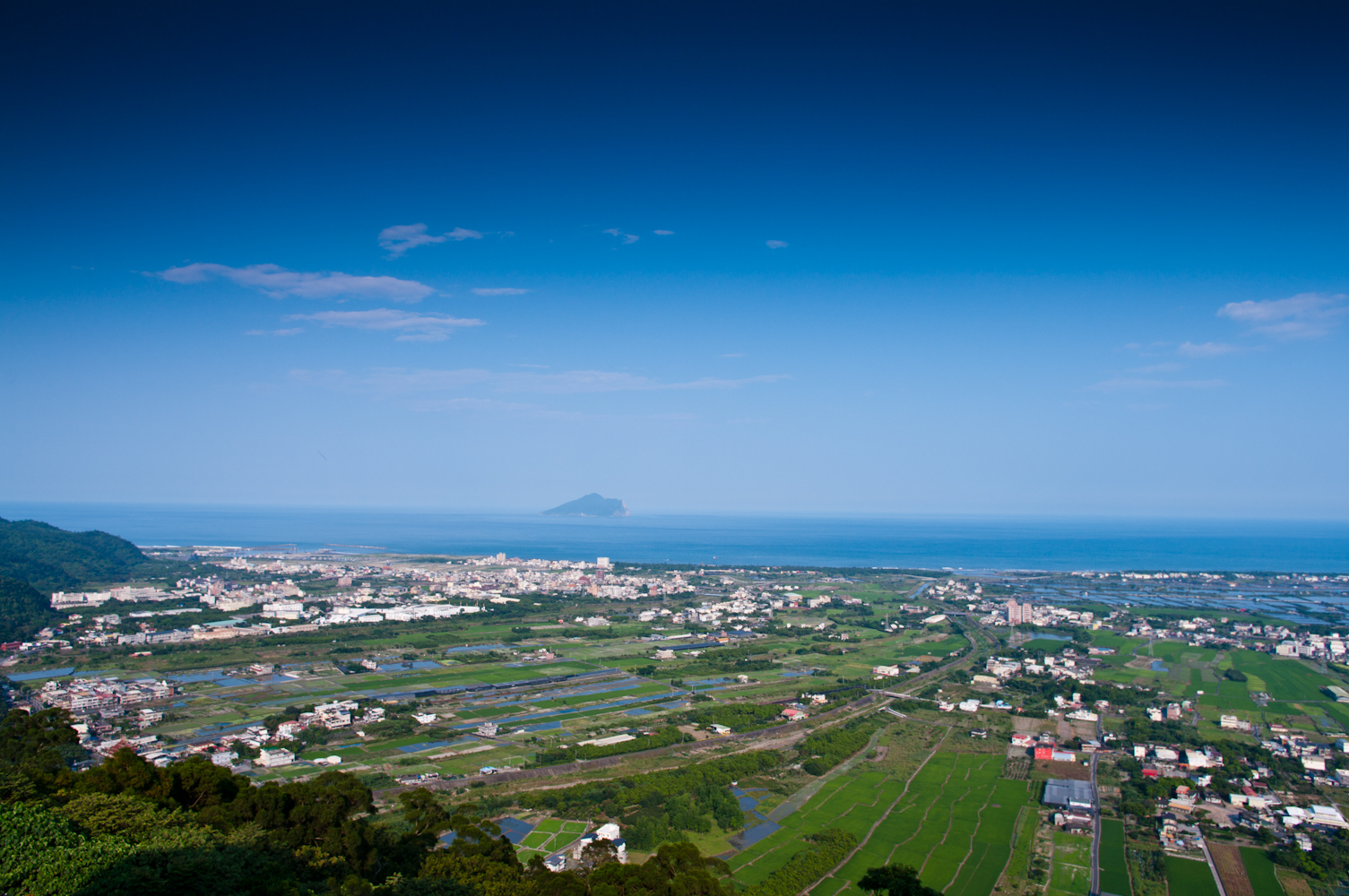
Blick über die Ebene nach Westen (am Horizont die Insel Guishan Dao)